# Unterseeboot UB-125
Pour les autres navires du même nom, voir Unterseeboot 125.
L'Unterseeboot UB-125 est un sous-marin (U-Boot) allemand de type UB III utilisé par la Kaiserliche Marine pendant la Première Guerre mondiale. Il est mis en service dans la marine impériale allemande le 18 mai 1918.
L'UB-125 s’est rendu le 20 novembre 1918, conformément aux exigences de l’armistice avec l’Allemagne. Remis au Japon, il servit sous le nom de O-6 dans la marine impériale japonaise jusqu’en 1921, année où il fut démantelé à Kure.

## Conception
Comme tous les sous-marins de type UB III, l'UB-125 avait un déplacement de 512 tonnes en surface et de 643 tonnes en immersion. Ses moteurs lui permettaient de naviguer à 13,9 nœuds (25,7 km/h) en surface et à 7,6 nœuds (14,1 km/h) en immersion. Il avait un rayon d'action de 7280 milles marins (13480 km) à sa vitesse de croisière. L'UB-125 transportait 10 torpilles et était armé d’un canon de pont de 10,5 cm SK L/45. L''UB-125 avait un équipage pouvant compter jus²qu’à 3 officiers et 31 hommes.

## Historique des services
L'UB-125 a été construit par AG Weser à Brême. Après un peu moins d’un an de construction, il a été lancé à Brême le 16 avril 1918. Il a été mis en service plus tard la même année sous le commandement du Kapitänleutnant Fritz Schubert. 

## Affectations
- IIIe flottille : du 21 juillet au 11 novembre 1918

## Commandants
- Kapitänleutnant Fritz Schubert[5] : du 18 mai au 20 juillet 1918
- Oberleutnant zur See Werner Vater[6] : du 21 juillet au 11 novembre 1918

## Navires coulés
| Date              | Nom          | Nationalité    | Tonnage | Destin.   |
| ----------------- | ------------ | -------------- | ------- | --------- |
| 29 août 1918      | Atxeri Mendi | Espagne        | 2424    | Coulé     |
| 30 août 1918      | Onega        | United States  | 3636    | Coulé     |
| 1 septembre 1918  | Actor        | United Kingdom | 6082    | Endommagé |
| 3 septembre 1918  | Brava        | Portugal       | 3184    | Coulé     |
| 3 septembre 1918  | Lake Owens   | United States  | 2308    | Coulé     |
| 4 septembre 1918  | Bogstad      | Norvège        | 1589    | Coulé     |
| 12 septembre 1918 | Skjold       | Danemark       | 166     | Coulé     |